# Cojești
Cojești es una localidad rumana de la comuna de Belciugatele, en el condado de Călărași.

## Historia
Hacia finales del siglo XIX la localidad, que por entonces pertenecía a la comuna de Belciugatele-Cojești, en el antiguo distrito de Ilfov, tenía contabilizada una población de 195 habitantes.
En la segunda mitad del siglo XX la localidad había pasado a formar parte de la comuna de Belciugatele, en el condado de Călărași. En el censo de 2021 la localidad tenía una población de 303 habitantes.